# Philaenus signatus
Philaenus signatus är en insektsart som beskrevs av Melichar 1896. Philaenus signatus ingår i släktet Philaenus och familjen spottstritar. Inga underarter finns listade i Catalogue of Life.